# En un lugar de la marcha
En un lugar de la marcha es el cuarto disco en estudio de la banda española de heavy metal Barón Rojo, editado en 1985 por Chapa Discos. 

## Detalles
Participó en el disco José Barta, del grupo Goliath, con los teclados del tema "Hijos de Caín", y el diseño de la portada corrió por cuenta de Ángel Ortiz.
Se extrajeron tres singles: "Breakthoven", con "Chicos del rock" en la cara B, "Cuerdas de acero", acompañada de "El baile de los malditos" e "Hijos de Caín", con "Caso perdido" en el otro lado. 
Este es el último disco considerado de manera unánime como parte de la época dorada de Barón Rojo y también su acercamiento más orgánico al Heavy Metal, empezando a partir de su posterior obra la disparidad de opiniones y el declive de la banda, tanto en su calidad artística como en su éxito comercial.
 La buena recepción del álbum se respalda por memorables actuaciones como el Festival Internacional de Aix en Provence (Francia); Tour 85 por España y de nuevo Sudamérica. 

## Lista de canciones
1. "Breakthoven" (José Luis Campuzano, Carolina Cortés) - 5:32
2. "El baile de los malditos" (Carlos de Castro) - 4:23
3. "Chicos del rock" (Hermes Calabria, José Luis Campuzano, Carolina Cortés) - 5:23
4. "Caso perdido" (Armando de Castro) - 5:46
5. "Cuerdas de acero" (Armando de Castro) - 4:50
6. "No ver, no hablar, no oír" (Hermes Calabria, José Luis Campuzano, Carolina Cortés) - 5:44
7. "Tras de ti" (Carlos de Castro) - 4:46
8. "Hijos de Caín" (José Luis Campuzano) - 6:00

## Personal
- Armando de Castro: Guitarra solista y rítmica, coros.
- Carlos de Castro: Guitarra solista y rítmica, coros, voz principal en "El baile de los malditos", "Caso perdido", "Cuerdas de acero" y "Tras de ti".
- José Luis Campuzano: Bajo, coros, voz principal en "Breakthoven", "Chicos del rock", "No ver, no hablar, no oír" e "Hijos de Caín".
- Hermes Calabria: Batería.

## Otros músicos
- José Barta: Teclados en "Hijos de Caín".